# Vlag van Gemert

Vlag van de gemeente Gemert
(1984-1997)

De vlag van Gemert werd op 11 oktober 1984 bij raadsbesluit vastgesteld als de gemeentelijke vlag van de Noord-Brabantse gemeente Gemert. De vlag is in het raadsbesluit als volgt beschreven:
Een witte vlag, met een zwart kruis, waarvan de breedte der armen gelijk is aan 1/4 van de hoogte van de vlag, het broektopvierkant geel met een zwarte adelaar.
De kleuren zijn ontleend aan het gemeentewapen. De adelaar is, evenals het zwarte kruis, ontleend aan het wapen van de Duitse Orde.
Op 1 januari 1997 is de gemeente Gemert opgegaan in de nieuw opgerichte gemeente Gemert-Bakel, waarmee de vlag als gemeentevlag kwam te vervallen. In de vlag van Gemert-Bakel is de broeking van de vlag van Gemert opgenomen.

## Verwante afbeeldingen

Wapen van Gemert
Dorpswapen van Gemert
Vlag van Gemert-Bakel

Aalburg 
· Aarle-Rixtel 
· Alphen en Riel 
· Bakel en Milheeze 
· Beek en Donk 
· Beers 
· Berghem 
· Berkel-Enschot 
· Berlicum 
· Bladel en Netersel 
· Borkel en Schaft 
· Boxmeer 
· Budel 
· Chaam 
· Cuijk 
· Cuijk en Sint Agatha 
· Den Dungen 
· Diessen 
· Dinteloord en Prinsenland 
· Drunen 
· Dussen 
· Engelen 
· Erp 
· Esch 
· Escharen 
· Fijnaart en Heijningen 
· Geffen 
· Geldrop 
· Gemert 
· Giessen 
· Ginneken en Bavel 
· Grave 
· 's Gravenmoer 
· Haaren 
· Halsteren 
· Haps 
· Heesch 
· Heeswijk-Dinther 
· Heeze 
· Helvoirt 
· Hoeven 
· Hooge en Lage Mierde 
· Hooge en Lage Zwaluwe 
· Hoogeloon, Hapert en Casteren 
· Huijbergen 
· Klundert 
· Landerd 
· Leende 
· Liempde 
· Lieshout 
· Lith 
· Luyksgestel 
· Maarheeze 
· Maasdonk 
· Made en Drimmelen 
· Megen, Haren en Macharen 
· Mierlo 
· Mill en Sint Hubert 
· Moergestel 
· Nieuw-Ginneken 
· Nieuw-Vossemeer 
· Nistelrode 
· Nuland 
· Oeffelt 
· Oost-, West- en Middelbeers 
· Oploo, Sint Anthonis en Ledeacker 
· Ossendrecht 
· Oud en Nieuw Gastel 
· Oudenbosch 
· Prinsenbeek 
· Putte 
· Raamsdonk 
· Ravenstein 
· Reusel 
· Riethoven 
· Rijsbergen 
· Rijswijk 
· Roosendaal en Nispen 
· Rosmalen 
· Schaijk 
· Schijndel 
· Sint Anthonis 
· Sint-Oedenrode 
· Sprang-Capelle 
· Standdaarbuiten 
· Terheijden 
· Teteringen 
· Uden 
· Udenhout 
· Veghel
· Vessem, Wintelre en Knegsel 
· Vierlingsbeek 
· Vlijmen 
· Wanroij 
· Waspik 
· Werkendam 
· Westerhoven 
· Willemstad 
· Woudrichem 
· Wouw 
· Zeeland 
· Zevenbergen